# Cerro del Topo Chico
Cerro del Topo Chico är ett berg i Mexiko.   Det ligger i kommunen Monterrey och delstaten Nuevo León, i den centrala delen av landet, 700 km norr om huvudstaden Mexico City. Toppen på Cerro del Topo Chico är 1 170 meter över havet, eller 606 meter över den omgivande terrängen. Bredden vid basen är 7,8 kilometer.
Terrängen runt Cerro del Topo Chico är varierad. Runt Cerro del Topo Chico är det mycket tätbefolkat, med 2 614 invånare per kvadratkilometer. Närmaste större samhälle är Monterrey, 11,7 km söder om Cerro del Topo Chico. Runt Cerro del Topo Chico är det i huvudsak tätbebyggt.